# Brandon Taylor (atleta)
Brandon Taylor (24 de junio de 1998) es un deportista de Estados Unidos que compite en atletismo. Ganó una medalla de oro en el Campeonato Mundial de Atletismo Sub-20 de 2016, en la prueba de 4 × 100 m.